# デルフィック
デルフィック (Delphic) は、イギリスのダンス・ロック・バンドである。
2008年に、ジェイムス・クック(ボーカリスト兼ベーシスト)、リチャード・ボードマン(マルチ・インストゥルメンタリスト)、マット・コックセッジ(ギター)らによりマンチェスターにて結成された。
音楽性は、ハウス、テクノおよびエレクトロとロックを融合したユニークなサウンドである。
ライブ活動を始めると数々のメディアから注目を浴びるようになり、地元テレビ局がライブ映像を放送すると、数々のレーベルからの問い合わせが殺到した。
2009年4月にR&Sからファースト・シングル「カウンター・ポイント」をリリース。その後、キツネ・ミュージック（Kitsuné、日本語のキツネをそのままネーミング）からセカンド・シングル「ディス・モーメンタリー」をリリースした。また、2010年1月にはサード・シングル「ダウト」をリリースした。
2010年2月には、デビュー・アルバム「アコライト」をリリースし、ダンス・ミュージックとしては異例の全英初登場8位を記録した。
彼らの音楽性は、幅広いミュージシャンから賞賛を浴び、ブロック・パーティーは、ツアーのオープニングアクトとして招いており、トム・ローランズ(ケミカル・ブラザーズ)やマイク・スキナー(ザ・ストリーツ)もファンであると表明している。
なお、日本にはサマー・ソニック2009などで、2度の来日公演を行っている。

## ディスコグラフィー

### シングル
- Counterpoint(2009年)
- This Momentary(2009年)
- Doubt(2010年) 全英79位
- Halcyon(2010年) 全英143位
- Good Life(2012年) official Olympics single
- Baiya(2013年)

### アルバム
- Acolyte(2010年) 全英8位 - 収録曲「Clarion Call」はゲームSaints Row: The Thirdに使用されている。
- Collections(2013年) 全英77位